# Brzezina (rejon żółkiewski)
Brzezina (ukr. Березина, Berezyna) – wieś na Ukrainie, w obwodzie lwowskim, w rejonie lwowskim (wcześniej w rejonie żółkiewskim). W 2001 roku liczyła 114 mieszkańców.